# Bagerhat
Bagerhat, známé též jako město mešit, je jedno z mála míst v Bangladéši, které je zapsáno na Seznamu světového dědictví UNESCO. Nachází se ve stejnojmenném okrese v jihozápadním Bangladéši.
Město bylo založeno v 15. století tureckým generálem Khanem Jahan Alim. Vyniká především velkým množstvím mešit i dalších budov, které tvoří významné muzeum islámské architektury.